# 磐石镇
磐石镇，是中华人民共和国四川省达州市通川区下辖的一个乡镇级行政单位。

## 行政区划
磐石镇下辖以下地区：
欣欣社区、何家坝社区、袁家沟社区、新店社区、谭家沟村、牟家土扁村、王家桥村、场坝村、余家寺村、天坝村、双河口村、盐井坝村、金龙村、李家渡村、川主庙村、茅坪村、山青村、米田村和渡口河村。